# Tanzfest der DDR
Das Tanzfest der DDR war von 1955 bis 1989 eine zunächst laientänzerische Veranstaltungsreihe in Rudolstadt, die zunehmend professionellere Darbietungen im Programm hatte. Nachdem 1983 die erste Folk-Gruppe aufgetreten war, entwickelte sich daraus – speziell ab 1989 – ein Folk- und Weltmusik-Festival.

## Geschichte
Die thüringische Stadt Rudolstadt hat eine höfische Musik-Tradition, an die in den 1920er und 1930er Jahren mit den „Historischen Musikfesten“ erinnert wurde. Als in der DDR Mitte der 1950er Jahre nach einem Austragungsort für ein Volkstanzfest Ausschau gehalten wurde, fiel die Wahl auf Rudolstadt, weniger wegen der Musikfeste, vielmehr weil Rudolstadt aus gesamtdeutscher Sicht zentral gelegen und ohne Kriegsschäden geblieben war.
Das „1. Fest des deutschen Volkstanzes“ fand vom 24. bis 26. Juni 1955 statt. 3000 Tanzfreudige in 110 Gruppen aus dem Ostteil Deutschlands und 47 Gruppen aus dem Westteil nahmen teil. Die drei Auftrittsorte waren der Schlosshof der Heidecksburg (dort fand auch die Eröffnung statt), der Rudolstädter Marktplatz und eine Freilichtbühne am Anger. Das Fest sollte ein Zeichen der Untrennbarkeit deutscher Kultur setzen und eine ost-westliche Willensbezeugung der Einheit Deutschlands sein.
Außerdem war es als Gegengewicht zur „amerikanischen Unkultur“ gedacht.
Durch Gespräche untereinander wurde der „Arbeitskreis für deutsche Volkstanzpflege und -forschung“ gebildet.
Es gab Vorträge, offene Diskussionen zu Themen wie Tanztechnik, historische Entwicklung, gesellschaftliche Aufgaben, Beziehungen zwischen den Kunstformen oder zwischen Laien und Berufskünstlern.
Am 1. und 2. September 1956 schloss sich das „2. Fest des deutschen Volkstanzes“, veranstaltet vom „Arbeitskreis für deutsche Volkstanzpflege und -forschung“ mit Unterstützung des Rates der Stadt Rudolstadt, an. Die Teilnehmerzahl betrug wieder 3000. Neben Volkstänzern waren auch viele Pädagogen und Forscher anwesend. Schauplätze waren wieder die Heidecksburg, die idyllischen Straßen und Plätze, der Markt und der Anger. Eine begleitende Ausstellung verdeutlichte die Entwicklung und Vielfalt des künstlerischen Volksschaffens. Dem eigentlichen Fest gingen zwei Studientage voran, deren Sinn darin bestand, Forschern, Volkstanzpädagogen und Gruppenleitern beider Teile Deutschlands mittels Erfahrungsaustausch und offener Auseinandersetzung über allgemeine und spezifische Probleme der Tanzarbeit zu Fortschritten zu verhelfen.
Das „4. Fest des deutschen Volkstanzes“ im Juli 1958 wurde zur Propaganda benutzt. Zu diesem Zweck gab der Friedrich Hofmeister Musikverlag im Auftrag des Zentralhauses für Volkskunst Manuskriptdrucke von politisch konnotierten Beispieltänzen heraus. Themen vieler aufgeführter Tänze und Massenchoreografien waren der Sozialismus, die Genossenschaften, die West-Aufrüstung, Hiroshima und die Krisenherde Algerien und Palästina. Jedes der Themen stand selbstredend für das weltweite Friedensbemühen der DDR und aller „für den Frieden kämpfenden Menschen“. Ein Fackelzug gegen die angeblich drohende Kriegsgefahr und ein Kommuniqué „gegen die Tod und Verderben bedeutende NATO-Politik“ beschlossen das Tanzfest.
3.000 Teilnehmer aus der DDR und 700 aus der BRD, etwa so viele wie im Jahr zuvor, beteiligten sich am „5. Fest des deutschen Volkstanzes“ Mitte Juli 1960. An den ersten beiden Tagen des Festes wurde eine Konferenz der Laienschaffenden der DDR in Rudolstadt-Schwarza abgehalten.
1961 fand anlässlich der 3. Arbeiterfestspiele am Wochenende 17./18. Juni ein Tanzfest in Wernigerode statt. Für Rudolstadt sind einzig „Rudolstädter Musiktage“ für dieses Jahr nachgewiesen.
Umbenannt in „1. Fest des Liedes und des Tanzes auf Kreisebene“ wurde die Veranstaltung erst 1963 fortgesetzt. Folkworld.de meinte dazu: „Die Selbsteinmauerung der DDR ließ das leidlich gewachsene Festival auf ein ‚Fest des Liedes und Tanzes auf Kreisebene‘ verkümmern.“ 1964 wurde von einem „Treffen der Tanzgruppen“ im Rahmen der 6. Arbeiterfestspiele im Bezirk Gera berichtet. Die Schau bildete einen Beitrag zur „Olympiade der Volkskunst“.
Heinz Zschiegener, Vorsitzender des Arbeitsausschusses der Tanzfeste, baute Mitte der 1960er Jahre das Festival langsam wieder zu alter Größe auf. Dabei unterstützten ihn als ständige Träger das Ministerium für Kultur, das Zentralhaus für Kulturarbeit der DDR, der Rat des Bezirkes Gera und der Rat der Stadt Rudolstadt.
Im Juli 1965 ging das „1. Tanz- und Musikfest des Bezirkes Gera“ über die Bühne. Es war ein „Großer Leistungsvergleich“ der Tanzgruppen anlässlich des 20. Jahrestages der Befreiung vom Faschismus und des 10-jährigen Jubiläums des ersten Volkstanzfestes in Rudolstadt. Das „2. Tanz- und Musikfest des Bezirkes Gera“ (3.–5. Juni 1966) hatte viele Blasorchester im Programm, inklusive deren Leistungsvergleich. Genau ein Jahr später wurde das „3. Tanz- und Musikfest des Bezirkes Gera“ mit rund 4.000 Teilnehmern, bei über 80.000 Besuchern, ausgerichtet. Die vierte Auflage des Festes (31. Mai – 2. Juni 1968) legte seinen Schwerpunkt auf den Kindertanz. Der Plaketten- und Programmheftverkauf war dabei ein nicht unerheblicher Einnahmeposten. Das 1969 nun schlicht „Tanzfest der DDR“ genannte, aber die vorangegangene Zählung beibehaltende (daher „5. Tanzfest“) Massenereignis stand im Zeichen des 20. Jahrestages der DDR.
Ende der 1960er Jahre wurden Tanzgruppen aus dem Ostblock eingeladen. Die neue Internationalität wertete das Fest auf, offenbarte jedoch auch, dass die Slawen temperamentvollere Tänzer mit bunteren Kostümen und furioseren Choreografien waren, was bei den Staatsoberen zu Verdruss und in dessen Folge zu Direktiven hinsichtlich des Aufschließens zu den Gastdarbietungen führte.
Zum 6. Tanzfest der DDR im Juni 1970 wurden folgende Losungen ausgegeben: „Wir ehren Lenin, indem wir uns nützen“ und „Unsere Liebe, unsere Kunst der DDR, unserem sozialistischen Vaterland“.
Das im Jahr 1972 veranstaltete 8. Tanzfest beinhaltete erstmals offizielle Leistungsvergleiche der Tanzgruppen mit der Vergabe von Diplomen und Medaillen. Damit einhergehend waren aber auch höhere Anforderungen, die eine Teilnahmehürde darstellten. Die Leistungsvergleiche betrafen die Erwachsenengruppen der DDR sowie die Tanzgruppen der Musikschulen der DDR. Außerdem wurden Leistungsvergleiche der Fanfaren-, Spielmanns- und Musikzüge des Bezirkes Gera wie auch der Diskjokeys [sic] durchgeführt. Beim 9. Tanzfest der DDR (31. Mai – 3. Juni 1974) kamen jüngere Altersgruppen an die Reihe. 18 Kinderbühnentanzgruppen wetteiferten im zentralen Leistungsvergleich. Ballettsolisten der Deutschen Staatsoper und der Komischen Oper Berlin gestalteten im Kulturhaus der Schwarzaer Chemiearbeiter eine Gala-Soiree. Und es gab einen Auftritt von Dean Reed. Das Neue Deutschland schrieb: „Der Ideengehalt aller Tänze und Programme war getragen von der Schönheit des Lebens in der sozialistischen Gesellschaft, der Freundschaft zu den friedliebenden Menschen und der Solidarität mit allen um ihre Freiheit ringenden Völkern.“
Das 10. Tanzfest der DDR vom 4. bis 6. Juli 1975 stand unter dem Motto: „30 siegreiche Jahre im Sozialismus“. Es sollte zugleich eine Leistungsschau und Rechenschaftslegung und ein sozialistisches Volksfest werden. Außerdem hatte man sich vorgenommen, die Vielfalt und Schönheit des Tanzes vorzuführen. Das Spektrum der Bespaßung reichte sogar bis zu einem Programmpunkt „Rock rund um den Marktbrunnen“. Zum 11. Tanzfest der DDR vom 1. bis 3. Juli 1977 wurde die Parole ausgegeben: „Die Zeit trägt einen roten Stern.“ An das 13. Tanzfest (3.–5. Juli 1981) schloss sich – wie bei den meisten Tanzfesten – eine „zweitägige Auswertung“ durch Funktionäre, Organisatoren und Mitwirkende an. Das sich herausgebildete Konzept der Öffnung in benachbarte Musik- und Handelsbereiche („Tanz-, Musik- und Liedermarkt“) wurde für wirkungsvoll befunden und fortgesetzt.
Eine Besonderheit bot das 1983er Tanzfest, denn es trat hier die erste Folkmusikgruppe, die Folkländers Bierfiedler, auf, zu der die Tanzgruppe Kreuz & Square tanzte und die Umstehenden zum Mitmachen animierte. Zwischen diesem 14. und dem folgenden 15. Tanzfest fand die „1. Rudolstädter Folklore-Tour“ statt, die fortan jährlich wiederholt wurde. Hierbei tingelten auf zwei Pferdewagen zehn Folkloristen eine Woche lang mit einem Schwarm Tanzwütiger, zwei Zauberkünstlern, einigen Kunsthandwerkern und Organisationspersonal durch den Landkreis, verbreiteten Vagabunden-Stimmung und spielten abends im jeweiligen Dorfgasthof zum Tanz.
Das 15. Tanzfest der DDR 1985 machte die Wandlung zur Professionalität deutlich, indem es zugleich Bestandteil des „III. Festivals des künstlerischen Volksschaffens der sozialistischen Länder“ war. Tanzensembles aus Bulgarien, der ČSSR, Polen, Rumänien, Ungarn und der Sowjetunion traten an. Die DDR delegierte neun ihrer besten Tanzkollektive. Das Tanztheaterensemble der Komischen Oper Berlin gestaltete eine Ballett-Gala. 1987 zählte das 16. Tanzfest 1400 Mitwirkende. Neben 13 um die Wette tanzenden Volkskunstkollektiven aus zwölf Bezirken, gab es 50 Einzeldarbietungen von Solisten. Des Weiteren waren Tanzklassen einheimischer Musikhochschulen und Ensembles aus den zuvor schon dabei gewesenen sechs sozialistischen Ländern zu Gast.
Das 17. und letzte Tanzfest fand am  Wochenende 30. Juni/1. Juli 1989 statt. Mit dem Zusammenbruch der DDR im Herbst waren die vermeintlich „biedere[n] Volkstracht-Tanzfeste“, eine zugehörige  Zunftstraße der in Thüringen ansässigen Handwerker, die Tanzfest-Hochzeit und vor allem der finale große Festumzug Geschichte.
Da der Anteil des Folk – auf niedrigem Niveau zwar – zugenommen hatte und gute Kontakte zur DDR-Folkszene, insbesondere zum Folkklub Leipzig, bestanden, übernahm dieser Bereich nach der Wende die Vorherrschaft beziehungsweise Alleinherrschaft und wandelte das Tanzfest in ein Tanz- und Folkfest, das heute den Namen „Rudolstadt-Festival“ trägt, um. Geboten wird inzwischen auch Weltmusik.

## Liste der Tanzfeste
Die Quellen sprechen unterschiedlich von 24 oder 25 Tanzfesten. Für die Ausrichtung eines Tanzfestes im Zeitraum zwischen 1960 und 1963 konnte kein Nachweis erbracht werden, daher ist von 24 auszugehen.
| 1955 | 01. Fest des deutschen Volkstanzes                                                                           | 24.–26. Juni                          |
| 1956 | 02. Fest des deutschen Volkstanzes                                                                           | 1.–2. September                       |
| 1957 | 03. Fest des deutschen Volkstanzes                                                                           | 28.–29. September                     |
| 1958 | 04. Fest des deutschen Volkstanzes                                                                           | 17.–20. Juli                          |
| 1960 | 05. Fest des deutschen Volkstanzes                                                                           | 14.–17. Juli                          |
| 1963 | 01. Fest des Liedes und des Tanzes auf Kreisebene                                                            | Datum nicht ermittelbar               |
| 1964 | Treffen der Tanzgruppen im Rahmen der 6. Arbeiterfestspiele im Bezirk Gera (genauer Titel nicht ermittelbar) | 19.–21. Juni                          |
| 1965 | 01. Tanz- und Musikfest des Bezirkes Gera                                                                    | Juli, genaues Datum nicht ermittelbar |
| 1966 | 02. Tanz- und Musikfest des Bezirkes Gera                                                                    | 3.–5. Juni                            |
| 1967 | 03. Tanz- und Musikfest des Bezirkes Gera                                                                    | 2.–4. Juni                            |
| 1968 | 04. Tanz- und Musikfest des Bezirkes Gera                                                                    | 31. Mai – 2. Juni                     |
| 1969 | 05. Tanzfest der DDR                                                                                         | 6.–8. Juni                            |
| 1970 | 06. Tanzfest der DDR                                                                                         | 5.–7. Juni                            |
| 1971 | 07. Tanzfest der DDR                                                                                         | 18.–20. Juni                          |
| 1972 | 08. Tanzfest der DDR                                                                                         | 1.–4. Juni                            |
| 1974 | 09. Tanzfest der DDR                                                                                         | 31. Mai – 3. Juni                     |
| 1975 | 10. Tanzfest der DDR                                                                                         | 4.–6. Juli                            |
| 1977 | 11. Tanzfest der DDR                                                                                         | 1.–3. Juli                            |
| 1979 | 12. Tanzfest der DDR                                                                                         | 6.–8. Juli                            |
| 1981 | 13. Tanzfest der DDR                                                                                         | 3.–5. Juli                            |
| 1983 | 14. Tanzfest der DDR                                                                                         | 10.–12. Juni                          |
| 1985 | 15. Tanzfest der DDR                                                                                         | 5.–7. Juli                            |
| 1987 | 16. Tanzfest der DDR                                                                                         | 19.–21. Juni                          |
| 1989 | 17. Tanzfest der DDR                                                                                         | 30. Juni – 1. Juli                    |